# Aramits
Aramits är en kommun i departementet Pyrénées-Atlantiques i regionen Nouvelle-Aquitaine i sydvästra Frankrike. Kommunen ligger i kantonen Aramits som tillhör arrondissementet Oloron-Sainte-Marie. År 2022 hade Aramits 658 invånare.

## Befolkningsutveckling
Antalet invånare i kommunen Aramits
| Referens: INSEE |